# Febbre tifoide
La febbre tifoide o tifo addominale, spesso detta solo tifo (o ileotifo o febbre enterica), da non confondere con la febbre tifica, è una malattia infettiva sistemica, febbrile, a trasmissione oro-fecale provocata dal batterio Salmonella enterica, subsp. enterica.
I sierotipi di S. enterica subsp. enterica di interesse clinico sono: Typhi, Paratyphi, Typhimurium, Enteritidis e Cholaeresuis. S. enterica Typhi provoca una sintomatologia più severa e duratura (1- 8 settimane), mentre S. enterica Paratyphi causa sintomi più lievi, che non si protraggono per più di 1-3 settimane.
I restanti sierotipi di salmonella causano le più diffuse salmonellosi di origine alimentare, con sintomi clinici riferibili all'apparato gastrointestinale.

## Storia

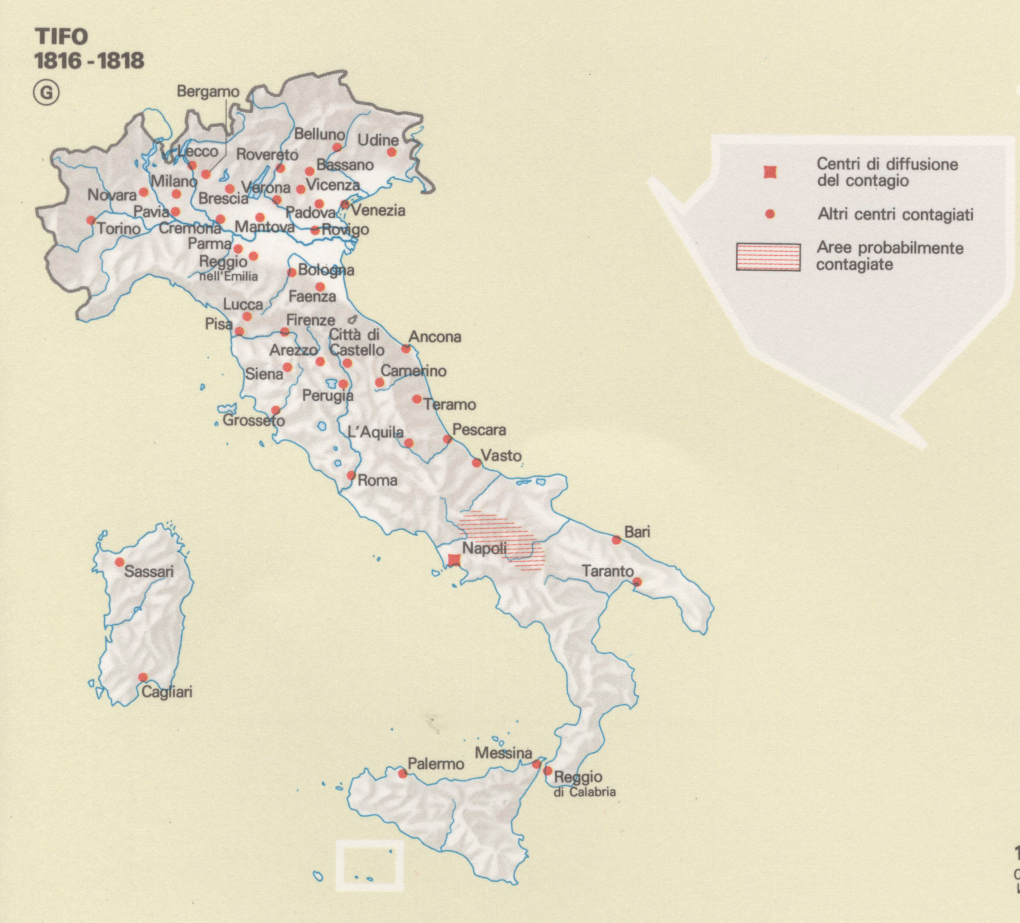
Centri di diffusione del tifo in Italia tra il 1816 e il 1818 (Atlante tematico d'Italia, Touring Club Italiano, 1992)

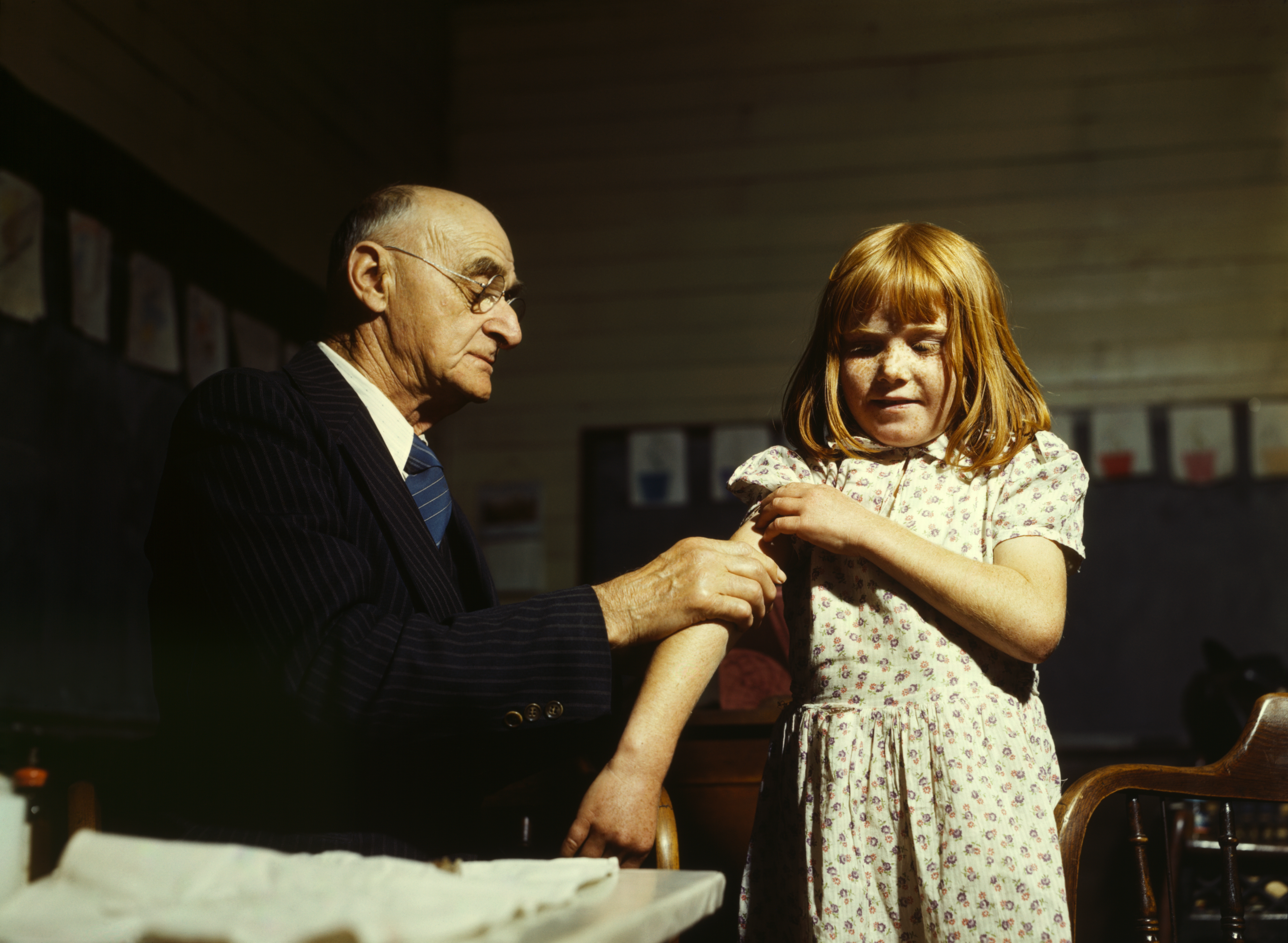
Vaccinazione contro la febbre tifoide nel 1943 in Texas (Stati Uniti)

Prima del XIX secolo il tifo addominale era spesso confuso con il tifo petecchiale, che invece è causato da rickettsie. Nel 1829 il medico francese Pierre-Charles Alexandre Louis distinse a Parigi il tifo addominale sulla base dei reperti anatomo-patologici: la linfoadenite mesenterica e il coinvolgimento splenico. Descrisse anche il tipico esantema maculare (la roseola tifosa), le manifestazioni emorragiche e le perforazioni intestinali. Nel 1850 William Jenner avanzò il dubbio che tifo addominale e tifo petecchiale fossero due patologie distinte. Nel 1869 Wilson propose il termine di febbre enterica e nel 1873 Budd ne dimostrò la trasmissione per via alimentare. Nel 1880 Karl Joseph Eberth, contemporaneamente a Robert Koch, vide e descrisse per primo il bacillo che ritenne l'agente eziologico del tifo addominale. Il bacillo fu chiamato Eberthella typhi. Nel 1884 Georg Gaffky per primo isolò una salmonella dal tessuto splenico di un paziente. Nel 1885 Theobald Smith e Daniel Elmer Salmon descrissero il bacillo Salmonella choleraesuis isolato dall'intestino di un suino affetto da colera suino (benché il colera suino sia in verità una malattia virale). Nel 1896 Pfeiffer e Kalle svilupparono il primo vaccino anti-tifico composto da batteri inattivati dal calore. Nello stesso anno, Georges-Fernand Widal scoprì la capacità agglutinante dei bacilli presenti nel siero dei convalescenti. Su tale caratteristica si basano da allora il test sierologico di agglutinazione di Widal e gli studi sui sierotipi condotti da Kauffmann e White nei decenni 1920 e 1940.
Nel 1900 il batteriologo francese Joseph Léon Marcel Lignières suggerì la creazione del genere Salmonella in onore di Daniel Elmer Salmon. Nel 1948 Theodore Woodward impiegò con successo la cloromicetina per la cura di alcuni pazienti malesi. Nello stesso anno Paul Burkholder scoprì il cloramfenicolo, antibiotico efficace per il trattamento del tifo addominale.

## Eziologia e patogenesi
Il microrganismo penetra per via orale, ed è in grado di superare la barriera mucosa gastrica anche se, perché si verifichi la malattia è necessario un elevato potere infettante (dose infettiva < 105).
Hornick ha dimostrato che una carica batterica di 1 000 batteri non provoca la malattia, mentre una carica di 100 000 batteri induce sintomatologia morbosa nel 28% dei casi; con 10 000 000 batteri si ammala il 50% dei soggetti e con 1 000 000 000 il 95%. Se il batterio viene introdotto insieme a cibi che tamponano il pH acido presente a livello dello stomaco, il potere infettante aumenta (il pH ottimale di Salmonella è 7,0-7,5). Dopo essersi introdotto nell'intestino tenue, penetra nell'orletto a spazzola attraversando le cellule epiteliali, senza danneggiarle né moltiplicarsi. Quando ha raggiunto la lamina propria, ha luogo la prima moltiplicazione.
I microrganismi penetrano nei vasellini chiliferi e raggiungono i linfonodi mesenterici, dove prosegue la loro moltiplicazione. Raggiungono il dotto toracico e vengono immessi nel torrente circolatorio per poi localizzarsi in milza, midollo osseo, placche di Peyer (tessuto linfoide intestinale), cellule di Kupffer del fegato (macrofagi epatici), colecisti. I batteri possono ritrovarsi anche nella bile e quindi nelle feci, attraverso le quali avviene la diffusione dell'infezione.
Quando la batteriemia (presenza di batteri nel sangue) è sufficientemente abbondante, termina il periodo di incubazione e ha inizio la sintomatologia con la comparsa di emocoltura positiva. Importante per lo sviluppo sintomatologico soprattutto locale, è l'endotossina LPS che provoca vasocostrizione, ischemia e necrosi.

## Epidemiologia

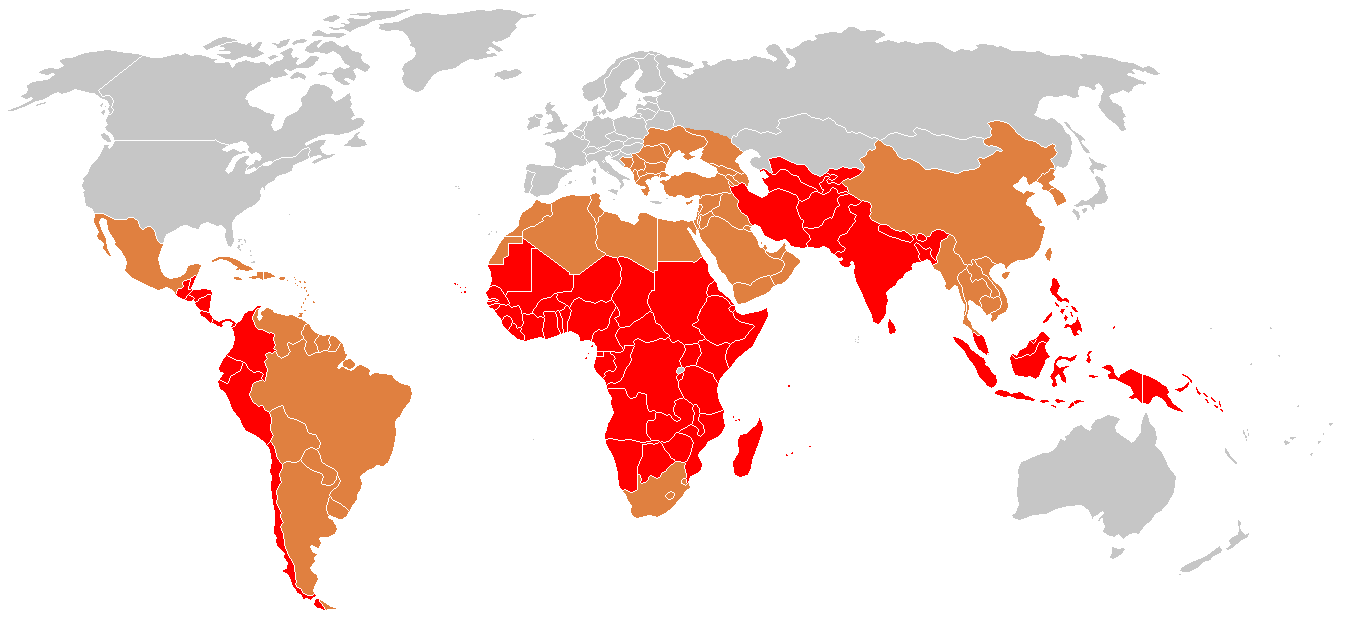
Incidenza mondiale della malattia. In rosso i paesi caratterizzati da accentuata endemia.

È una malattia ubiquitaria, diffusa nei paesi a basse condizioni igienico sanitarie; il contagio è interumano per via oro-fecale. Sono disponibili due tipi di vaccino per la febbre tifoide, più un terzo ancora in via sperimentale.
Il problema è strettamente legato alla presenza di "portatori sani", che diffondono il patogeno attraverso le feci anche dopo la fine della malattia. Il 50% delle persone è portatore sano per 2-4 settimane, 20% per 4-8 settimane e rari casi per 6 mesi.

## Anatomia patologica
La lesione caratteristica a livello della mucosa enterica è l'escara che va incontro a successiva caduta con possibile formazione di ulcere tifose con comparsa di enterorragia (emorragia intestinale) o di perforazioni intestinali se si viene a formare una soluzione di continuo tra la parete intestinale e la cavità peritoneale. Fegato e milza sono ingrossati (epatosplenomegalia).

## Segni e sintomatologia
Classicamente, il decorso della febbre tifoide non trattata è diviso in quattro fasi distinte, ciascuna della durata di circa una settimana. Nel corso di queste fasi, il paziente diventa esausto ed emaciato.
- Nella prima settimana, la temperatura corporea aumenta lentamente e le fluttuazioni della febbre sono osservate con relativa bradicardia (segno di Faget), malessere, mal di testa e tosse. L'epistassi è presente in un quarto dei casi e il dolore addominale è anche possibile. Una diminuzione del numero di globuli bianchi circolanti (leucopenia) si verifica con eosinopenia e linfocitosi relativa; le emocolture sono positive per Salmonella typhi o S. paratyphi. Il test di Widal è solitamente negativo nella prima settimana.
- Nella seconda settimana, la persona è spesso troppo stanca per alzarsi, con febbre alta nel plateau intorno a 40 °C e bradicardia (dissociazione sfigmotermica o segno di Faget), classicamente con un'onda di polso dicrotico. Il delirio è frequente. Questo delirio dà al tifo il soprannome di "febbre nervosa". La comparsa delle roseole sull'addome in circa un terzo dei pazienti: piccole chiazze rotondeggianti, poco rilevate, di color rosa salmone, scompaiono alla pressione; ronchi sono auscultabili alle basi dei polmoni. L'addome è disteso e doloroso nel quadrante inferiore destro, dove si può sentire borborigmi. La diarrea può verificarsi in questa fase (da sei a otto scariche in un giorno), ha colore verde "diarrea a purea di piselli", con un odore caratteristico. Tuttavia, la stitichezza è anche frequente. La milza e il fegato sono ingranditi (epatosplenomegalia) e teneri e le transaminasi epatiche sono elevate. Il test di Widal è fortemente positivo, con anticorpi anti-O e anti-H. Le emocolture a volte sono ancora positive in questa fase. Il sintomo principale di questa febbre è l'aumento della temperatura corporea a partire dal pomeriggio fino alla prima e alla seconda settimana.
- La terza settimana si caratterizza per il lento regredire dei sintomi, ma è anche la fase ove eventualmente possono manifestarsi complicanze infiammatorie a carico di molti organi:
  - Emorragia intestinale, dovuta al sanguinamento delle placche di Peyer; questo può essere molto serio, ma di solito non è fatale;
  - Perforazione intestinale, in genere nell'ileo distale; è una complicanza molto grave ed è spesso fatale. Può verificarsi senza sintomi allarmanti fino alla setticemia o alla peritonite diffusa;
  - Encefalite;
  - Malattie respiratorie come polmonite e bronchite acuta;
  - Sintomi neuropsichiatrici (descritti come "delirio borbottante" o "veglia da coma"), con prelievo di biancheria dal letto o con la visione di oggetti immaginari;
  - Ascessi metastatici, colecistite, endocardite e osteite.
  - La febbre è ancora molto alta, oscilla pochissimo nell'arco delle 24 ore, segue la disidratazione e il paziente è delirante (stato tifoide).
  - Un terzo degli individui affetti sviluppa un'eruzione maculare sul tronco. Il conteggio delle piastrine diminuisce lentamente e aumenta il rischio di sanguinamento.
- La quarta settimana è caratterizzata, invece, dalla guarigione o dalla cronicizzazione. Caratteristico è l'andamento della febbre: nella prima settimana si ha un innalzamento a temperature elevate con profilo a sega, nella seconda settimana si stabilizza attorno ai 39/40 °C per poi ridiscendere a sega la terza settimana.

## Diagnosi
- Prima settimana dalla comparsa dei sintomi: emocoltura e reazione di Widal (rivela la comparsa di agglutinine anti-O e anti-H).
- Seconda e terza settimana: coprocoltura e ricerca antigeni nel sangue.

## Prognosi e terapia
In epoca pre-antibiotica circa un 10% moriva per le complicanze del tifo addominale. Al giorno d'oggi l'adeguata terapia antibiotica e di supporto hanno ridotto drasticamente mortalità e morbilità; l'antibiotico di scelta rimane la ciprofloxacina, risultato in diversi trial superiore al cloramfenicolo, al cotrimoxazolo e all'ampicillina. Nei bambini l'impiego della ciprofloxacina è giustificato solo nelle forme causate da un batterio resistente a molteplici farmaci. Qualora si presenti resistenza è possibile utilizzare ceftriaxone e cefixima ma anche cefepima. Nei bambini è consigliata una dose di 20 mg/kg di azitromicina il primo giorno di terapia, per poi continuare per 6 giorni con 10 mg/kg die. Inoltre deve essere sempre instaurata una terapia di supporto idrico (soluzione glucosata o salina) per trattare la disidratazione; l'acido acetilsalicilico (solo adulti) e il paracetamolo (adulti e bambini) possono essere usati con estrema cautela per diminuire la febbre. Nelle manifestazioni gravi di malattia con coinvolgimento del sistema nervoso centrale (obnubilamento del sensorio, delirio, coma) può essere opportuno l'impiego di corticosteroidi quali il desametasone.

## Prevenzione
- Igiene personale degli operatori nelle industrie alimentari
- Cottura degli alimenti: il batterio Salmonella è sensibile al calore (pastorizzazione)
- Evitare la contaminazione incrociata tra cibi crudi e cotti
- Mantenimento della catena del freddo: Salmonella è sensibile alle basse temperature.